# Michel Lemoine
Michel Charles Lemoine, Pseudonym Michael Leblanc (* 30. September 1922 in Pantin; † 27. Juli 2013 in Vinon) war ein französischer Schauspieler und Filmregisseur.

## Leben
Lemoine gab sein Kinodebüt Ende der 1940er Jahre. Anschließend war er als Darsteller u. a. in Filmen Sacha Guitrys und Julien Duviviers zu sehen. Sein bemerkenswertes Gesicht erlaubte ihm dabei, sowohl als romantischer Hauptdarsteller wie als undurchsichtiger und unheimlicher Charakterdarsteller zu arbeiten. In den 1960er Jahren war er häufig in italienischen Genrefilmen zu sehen und tendierte nach Engagements für José Bénazéraf und Jess Franco immer mehr zum erotischen Film. Mit seiner Frau Janine Reynaud spielte er häufig zusammen; in den 1970er Jahren inszenierte er sie und andere auch in seinen kriminalistischen Sexdramen, die häufig negativ besprochen wurden, wobei die technischen Qualitäten anerkannt wurden. Der 1976 entstandene Les week-ends maléfiques du Comte Zaroff wurde wegen „Anstiftung zum Mord“ verboten. Ab 1978 drehte Lemoine, meist unter dem Pseudonym Michel Leblanc, pornografische Filme und machte Olinka Hardiman zum Star der Branche. Nach 1990 war er nur noch sporadisch aktiv.

## Filmografie (Auswahl)

### Darsteller
- 1961: Der Gefangene mit der eisernen Maske (La vendetta della maschera di ferro)
- 1962: Heißer Strand (Le cri de la chair)
- 1963: Die Teufelskerle von Dorano (I diavoli di Spartivento)
- 1964: Der Ritt nach Alamo (La strada per Fort Alamo)
- 1965: Tödliche Nebel (I diafonoidi vengoni da Marte)
- 1965: Agent 3S3 pokert mit Moskau (Agente 3S3 massacro al sole)
- 1966: Joe Caligula (Joe Caligula)
- 1967: Necronomicon – Geträumte Sünden
- 1968: Im Schloß der blutigen Begierde
- 1968: Friedhof ohne Kreuze (Une corde, un colt…)
- 1969: Küß mich, Monster (Bésame monstruo)
- 1969: Rote Lippen – Sadisterotica (El caso de las dos bellezas)
- 1969: Wie kurz ist die Zeit zu lieben
- 1970: Sklavin der Wollust (La débauché)
- 1971: Frustration (Frustration)
- 1971: Die Rückkehr der stärksten Gladiatoren der Welt (Il ritorno del gladiatore più forte del mondo)
- 1975: Les Week-ends maléfiques du Comte Zaroff

### Regie
- 1974: Die kleinen Scheinheiligen – Klosterschülerinnen-Report (Les petites saintes y touchent)
- 1981: Alice – Wild und unersättlich (L'amour aux sports d'hiver)
- 1983: Rosalie – heiße Körper (Rosalie se decouvre)
- 1984: Ich schenke dir meinen Körper (Je t'offre mon corps)